# Zerwa ciemna
Zerwa ciemna (Phyteuma vagneri) – gatunek rośliny z rodziny dzwonkowatych. Jest endemitem południowych i wschodnich Karpat (sięga też do Gór Zachodniorumuńskich), znanym przez długi czas tylko z Rumunii i Ukrainy. W 2023 odkryty został także w Bieszczadach po polskiej stronie granicy, w rejonie Rozsypańca i Stinśkiej. Gatunek zasiedla połoniny i zarośla kosodrzewiny na rzędnych od 1350 do 2260 m n.p.m.

## Morfologia

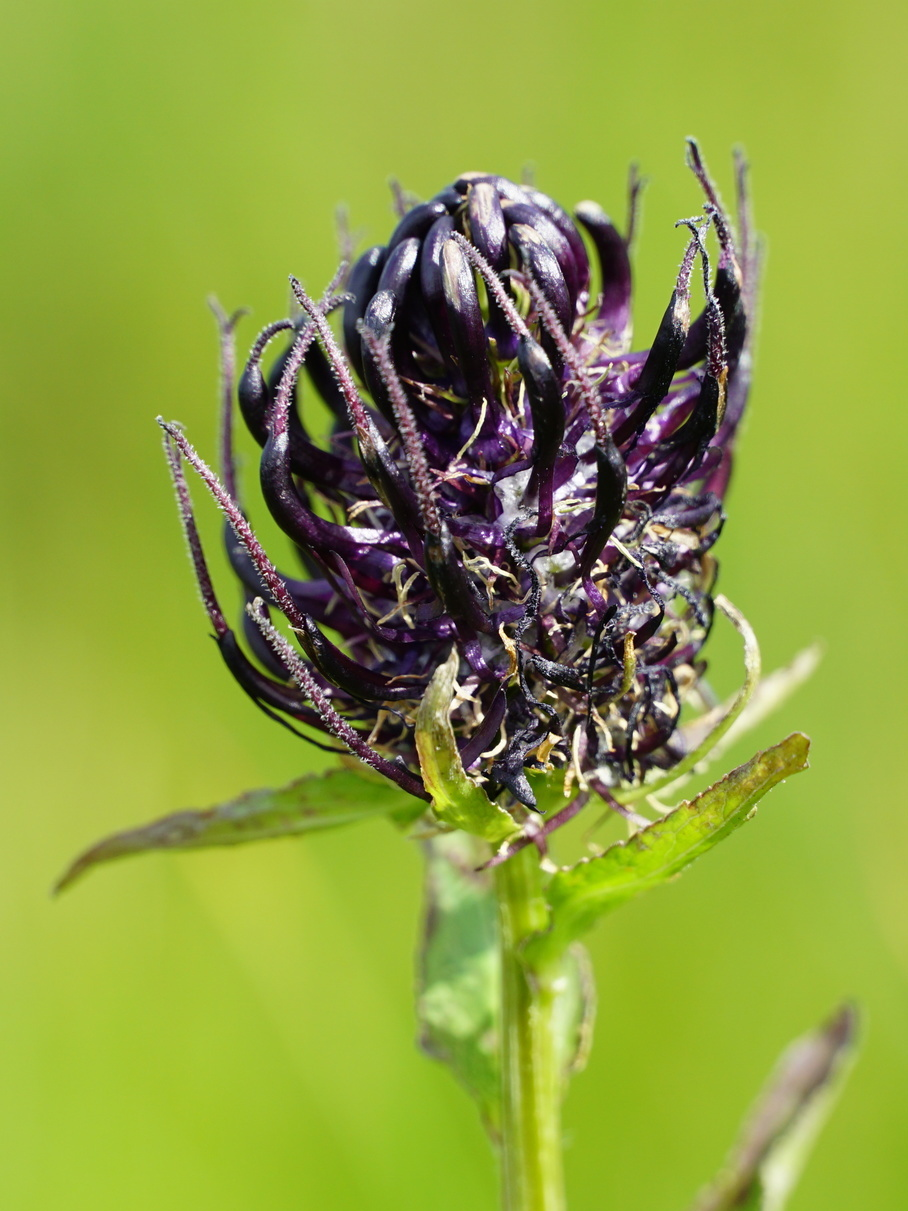
Kwiatostan

PokrójBylina o prosto wzniesionej, nagiej i nierozgałęzionej łodydze osiągającej do ok. 0,5 m wysokości.
LiścieOdziomkowe są długoogonkowe, okrągłe do nerkowatych, na brzegu karbowano-piłkowane. Liście łodygowe są nieliczne, lancetowate.
KwiatySkupione w jajowaty kłos na szczycie łodygi. Kwiaty wsparte są równowąskimi przysadkami. Kwiaty promieniste, 5-krotne, o koronie ciemnofioletowej, w fazie pąka silnie wygiętej. Słupek zwieńczony jest dwoma lub trzema znamionami.
OwoceTorebki.